# Lou Christie (álbum)
Lou Christie es el octavo álbum de estudio y el segundo álbum homónimo de Lou Christie. Fue publicado en junio de 1974 a través de Three Brothers Records. El álbum incluía su versión de «Beyond the Blue Horizon», que alcanzó el puesto número 12 en la lista Easy Listening de la revista Billboard.

## Antecedentes
En 1971, Christie lanzó un álbum conceptual, Paint America Love, que era un álbum serio y con conciencia social, escrito y producido con Tony Romeo y Twyla Herbert. Un álbum que era una mezcla de pop y música americana. Fue lanzado en septiembre de 1971 por Buddah Records. “Quería hacer un álbum conceptual como reacción a todo lo que estaba pasando en ese momento”, declaró Christie en una entrevista con Goldmine. “La gente protestaba en las calles. Estaban matando gente en Kent State. La guerra de Vietnam era una locura. Así que Twyla y yo nos sentamos y escribimos ese álbum, nota por nota. Ni siquiera me dejaron terminar de mezclarlo porque no lo entendían. Seguían diciendo: ‘¿Dónde está el éxito? ¿Dónde está el éxito?’”.
Después de la decepción que le produjo Paint America Love en Buddah, Christie le dio la espalda al sello. Durante una visita al Reino Unido, se casó con la concursante de Miss Reino Unido, Francesca Winfield. Vivió en el Reino Unido desde 1971 hasta 1972. A inicios de 1973, Christie, conocido por éxitos pop en falsete como «Lightnin' Strikes» y «Two Faces Have I», grabó una serie de canciones country para Three Brothers Records, una división del sello independiente de jazz fusion CTI.

## Grabación y contenido
Al igual que el álbum anterior de Christie, Tony Romeo se encargó de la producción de Lou Christie. Las sesiones de grabación del álbum tuvieron lugar en The Record Plant, un estudio ubicado en Nueva York. Lou Christie contenía once canciones. Seis de las canciones fueron escritas por Romeo, quien había encontrado notoriedad como compositor con canciones como  «Indian Lake» e «I Think I Love You». «Blue Canadian Rocky Dream» fue una de las primeras canciones grabadas para el álbum; una versión de un tema que Romeo había escrito y producido para el álbum del actor irlandés Richard Harris de 1972, Slide. Lou Christie también incluía interpretaciones de los estándares «Zip-a-Dee-Doo-Dah», «Beyond the Blue Horizon» y «Mack the Knife».

## Lanzamiento
Lou Christie fue publicado en junio de 1974 a través de Three Brothers Records, subsidiaria de CTI Records, y se convirtió en el segundo álbum de estudio homónimo de Christie. Se publicó como un LP de vinilo y contenía cinco canciones en cada lado del disco. 
Lou Christie incluía dos sencillos publicados entre 1973 y 1974. El primero en ser lanzado fue «Beyond the Blue Horizon» en diciembre de 1973. La canción se convirtió en el último gran éxito de Christie, alcanzando el puesto número 12 en la lista Easy Listening. También se convirtió en un éxito moderado en la lista de sencillos canadiense, alcanzando también el número 57. El segundo y último sencillo publicado fue «Good Mornin'/Zip-a-Dee-Doo-Dah» en mayo de 1974.

## Recepción de la crítica
Un escritor no especificado de la revista Cash Box declaró: “Uno de los intérpretes más queridos del rock está de regreso con un álbum de gran éxito... Lou ha pasado los últimos años en el extranjero desarrollando un espectáculo teatral muy popular y exitoso y este LP debería hacer mucho para generar una gran demanda para que él aparezca en vivo aquí en los Estados Unidos”. Un escritor no especificado de Record World declaró: “Es posible que Christie haya tenido dos caras anteriormente, pero la que se muestra aquí posee un aura pacífica y orientada al campo, que seguramente evitará que cualquier gitano llore”.

## Lista de canciones
Todas las canciones escritas y compuestas por Tony Romeo, excepto donde esta anotado. 
| Lado uno |                             |                                                |          |  |
| N.º      | Título                      | Escritor(es)                                   | Duración |  |
| 1.       | «Saddle the Wind»           |                                                | 3:30     |  |
| 2.       | «Wilma Lee and Stoney»      | Ralph Landis                                   | 2:32     |  |
| 3.       | «Blue Canadian Rocky Dream» |                                                | 4:20     |  |
| 4.       | «You Were the One»          |                                                | 2:46     |  |
| 5.       | «Beyond the Blue Horizon»   | Leo Robin Richard A. Whiting W. Franke Harling | 3:46     |  |

| Lado dos |                                  |                                |          |  |
| N.º      | Título                           | Escritor(es)                   | Duración |  |
| 1.       | «Good Mornin'/Zip-a-Dee-Doo-Dah» | Romeo Ray Gilbert Allie Wrubel | 3:15     |  |
| 2.       | «Hey You Cajun»                  | Lou Christie Twyla Herbert     | 2:34     |  |
| 3.       | «Mack the Knife»                 | Marc Blitzstein Kurt Weill     | 3:30     |  |
| 4.       | «Sunbeam»                        |                                | 2:25     |  |
| 5.       | «Morning Rider»                  |                                | 3:20     |  |

- Los lados uno y dos fueron combinados como pista 1–10 en la reedición de CD.

| Bonus tracks (1998 Varèse Vintage reissue) |                                                                                   |                              |          |  |
| N.º                                        | Título                                                                            | Escritor(es)                 | Duración |  |
| 11.                                        | «Little Bit of God» (previously unreleased 1973 recording)                        | Christie Herbert             | 2:54     |  |
| 12.                                        | «Wheel of Fortune» (previously unreleased 1974 recording)                         | Bennie Benjamin George Weiss | 4:40     |  |
| 13.                                        | «There'll Never Be (A We Like You and Me)» (previously unreleased 1975 recording) |                              | 3:08     |  |
| 14.                                        | «Two Little Clouds Passing By» (previously unreleased 1975 recording)             |                              | 3:27     |  |

## Créditos y personal
Créditos adaptados desde las notas de álbum de Lou Christie.
Músicos
- Lou Christie – voz principal
- Madison Mason – guitarra
- Don Thomas – guitarra
- Tony Levin – bajo eléctrico
- Walter Yost – bajo eléctrico
- Buddy Saltzman – batería
- Tony Romeo – teclados, sintetizador Moog
- Paul Prestopine – banjo, dobro
- Russell George – violín tradicional
- Larry Packer – violín tradicional
- Marc Harowitz – steel guitar
- Eric Weissberg – steel guitar
- Ralph Landis – coros
- Cassandra Morgan – coros
- Frank Romeo – coros

Personal técnico
- Tony Romeo – productor
- Shelly Yakus – ingeniero de audio, mezclas
- Carmine Rubino – ingeniero de audio, mezclas
- Tom Rabstenek – masterización
- Duane Michals – fotografía
- Bob Ciano – diseño